# Margo Price
Margo Rae Price (Estados Unidos, 15 de abril de 1983) é uma cantora e compositora norte-americana de música country.